# Hampton (Minnesota)
Hampton es una ciudad ubicada en el condado de Dakota en el estado estadounidense de Minnesota. En el Censo de 2010 tenía una población de 689 habitantes y una densidad poblacional de 195,32 personas por km².

## Geografía
Hampton se encuentra ubicada en las coordenadas 44°36′29″N 93°0′7″O / 44.60806, -93.00194. Según la Oficina del Censo de los Estados Unidos, Hampton tiene una superficie total de 3.53 km², de la cual 3.5 km² corresponden a tierra firme y (0.73%) 0.03 km² es agua.

## Demografía
Según el censo de 2010, había 689 personas residiendo en Hampton. La densidad de población era de 195,32 hab./km². De los 689 habitantes, Hampton estaba compuesto por el 95.65% blancos, el 1.02% eran afroamericanos, el 0.29% eran amerindios, el 0.58% eran asiáticos, el 0% eran isleños del Pacífico, el 0.44% eran de otras razas y el 2.03% pertenecían a dos o más razas. Del total de la población el 2.32% eran hispanos o latinos de cualquier raza.